# Gilbert (Virginia Occidentale)
Gilbert è un comune degli Stati Uniti d'America, situato nello Stato della Virginia Occidentale, nella Contea di Mingo.